# Narek Chaczatrian
Narek Chaczatrian (orm. Նարեկ Խաչատրյան; ur. 6 października 1991) – ormiański zapaśnik walczący w stylu klasycznym. Dziesiąty w Pucharze Świata w 2014 i trzynasty w 2011. Trzeci na ME juniorów w 2011 roku.